# En carne viva (película de 1951)
En carne viva es una película musical mexicana de 1951 escrita y dirigida por Alberto Gout y protagonizada por Rosa Carmina y Rubén Rojo. 

## Argumento
María Antonia (Rosa Carmina), es una ingenua bailarina de cabaret que es seducida y abandonada por un marinero que consigue engatusarla con facilidad. Tras dar a luz a la hija de ambos, su suicidio marcará la vida de su hija Laura, que al llegar a la juventud sigue los pasos de su madre y se convierte en bailarina de éxito. Los giros y contragiros de la fortuna llevarán a Laura a vivir reconocimientos familiares delirantes y angustiosos.

## Reparto
- Rosa Carmina ... María Antonia / Laura
- Rubén Rojo... Arturo
- Crox Alvarado ... Fernando
- Dagoberto Rodríguez ... Miguel
- José María Linares Rivas ... Don Hilario
- Toña la Negra ... Mercé
- Maruja Grifell ... Mamá de Arturo
- Celia Viveros ... Lola

## Comentarios
Muy cuidada formalmente, En carne viva tiene sus mejores momentos durante la primera hora del film, donde la belleza criolla de Rosa Carmina destaca con luz propia entre la frondosidad recreada en estudio de un Veracruz donde Rosa Carmina parece su princesa azul de ensueño. El cine mexicano, que en general fue un cine de artesanos más que de maestros, y de grandes momentos más que de grandes películas, aporta con En carne viva algunas conseguidas escenas de cabaret (las que transcurren en El Tiburón, de Veracruz, donde también destacan las canciones de Toña La Negra), y una simpático número musical ambientado en un autobús de transporte público. Sobre todo, la película es un festín para que los ojos se recreen una y otra vez en la belleza de la actriz cubana, que ejecuta muy bien su personaje: no sólo su mirada oblicua y desconfiada resulta enormemente seductora, sino que también resultaba muy verosímil al pasar de la ternura a la sensualidad, de la angustia a la sabia resignación.
El productor, Alfonso Rosas Priego, le tenía especial cariño al argumento. La cinta fue, además, ensayada como si fuera teatro, algo muy poco común en el cine de la época